# DSA-285
La DSA-285 es una carretera perteneciente a la Red Secundaria de la Diputación Provincial de Salamanca que une la  DSA-280  con la localidad de Lagunilla.
También pasa por la localidad de Valdelageve.

## Origen y Destino
La carretera  DSA-285  tiene su origen en Sotoserrano en la intersección con la carretera  DSA-280 , y termina en Lagunilla en la intersección con la carretera  DSA-290  formando parte de la Red de carreteras de Salamanca.